# Palmeira (Cap Verd)
Palmeira (crioll capverdià Palméra) és una vila al nord-oest de l'illa de Sal a l'arxipèlag de Cap Verd. Està situada 4 kilòmetres a l'oest d'Espargos.